# Surjoux-Lhopital
Surjoux-Lhopital – gmina we Francji, w regionie Owernia-Rodan-Alpy, w departamencie Ain. W 2013 roku liczba ludności wynosiła 126 mieszkańców. 
Gmina została utworzona 1 stycznia 2019 roku z połączenia dwóch ówczesnych gmin: Surjoux oraz Lhôpital. Siedzibą gminy została miejscowość Lhôpital.